# Jamie Saft
Jamie Saft (* 1971) je americký hudebník a hudební skladatel. Je dlouholetým spolupracovníkem hudebního skladatele a saxofonisty Johna Zorna; hrál na řadě jeho alb a i svá vlastní alba vydával u jeho vydavatelství Tzadik Records. Vedle koncertů se Zornem vystupuje se svým vlastním triem, kde hrají ještě Greg Cohen (kontrabas) a Ben Perowsky (bicí). S tímto triem nahrál například album Astaroth: Book of Angels Volume 1 (2005) složené ze Zornových skladeb a o rok později pak Trouble: The Jamie Saft Trio Plays Bob Dylan, které obsahuje písně Boba Dylana. Složil rovněž hudbu k několika filmům, mezi které patří Murderball (2005) a God Grew Tired of Us (2006).